# 2018 en Océanie
Chronologie de l’Océanie
- 2014
- 2015
- 2016
- 2017
- 2018
- 2019
- 2020
- 2021
- 2022

Cet article concerne les événements thématiques qui se produisent durant l'année 2018 en Océanie.

## Politique

### Élections
- 14 juin : élections législatives aux îles Cook, État en libre association avec la Nouvelle-Zélande. Le Parti des îles Cook perd sa majorité absolue des sièges, mais Henry Puna demeure Premier ministre avec l'appui de trois députés externes au parti[1].
- 4 novembre : référendum d'auto-détermination en Nouvelle-Calédonie. Sur la base d'une liste électorale restreinte destinée à favoriser les indépendantistes, les Néo-Calédoniens se prononcent à 56,7 % contre l'indépendance.
- 14 novembre : élections législatives aux Fidji. Le parti Fidji d'abord conserve une courte majorité absolue des sièges. Frank Bainimarama demeure Premier ministre.

### Événements

#### Politique intérieure
- 2 avril : Le gouvernement nauruan abroge le traité qui faisait de la Haute Cour d'Australie l'instance d'appel du système judiciaire nauruan. La décision est rétroactive au 13 mars, et prive plusieurs personnalités politiques d'opposition, arrêtées pour manifestation en 2015, de possibilité d'appel[2].
- 21 août : Défié par son ministre de l'Intérieur Peter Dutton pour la direction du Parti libéral et du gouvernement, le Premier ministre australien Malcolm Turnbull conserve la confiance de sa majorité parlementaire. Peter Dutton démissionne du gouvernement[3]. Le 24 août toutefois, Malcolm Turnbull démissionne lorsque les députés libéraux demandent un nouveau vote pour la direction du parti et du gouvernement. Ils élisent Scott Morrison aux postes de chef du Parti libéral et de Premier ministre, par quarante-cinq voix contre quarante pour Peter Dutton[4].
- 31 août : Le Parlement des Fidji réélit le président de la République, Jioji Konrote, à un nouveau mandat de trois ans. L'opposition parlementaire proteste que cette réélection est prématurée, le mandat du président ne s'achevant qu'en novembre, et le parti Sodelpa refuse de prendre part au vote[5].
- 27 septembre : À la suite de révélations montrant qu'il a fait limoger une journaliste et cherché à en faire limoger un autre car ils déplaisaient au gouvernement, le président de la Australian Broadcasting Corporation, Justin Milne, est contraint de démissionner[6].
- 20 octobre : Le gouvernement libéral-conservateur australien de Scott Morrison perd sa majorité absolue à la Chambre des représentants, en perdant l'élection partielle provoquée par la démission du député et ancien Premier ministre Malcolm Turnbull[7].
- 26 octobre : En raison d'irrégularités dans ses comptes de campagne lors des élections territoriales, Oscar Temaru, chef du parti indépendantiste Tavini Huiraatira, est déclaré inéligible pour un an par le Conseil d'État et perd son siège à l'Assemblée de la Polynésie française. Le Conseil d'État le reconnaît coupable d'« un manquement délibéré d'une particulière gravité aux règles de financement des campagnes électorales »[8].

#### Diplomatie et relations internationales

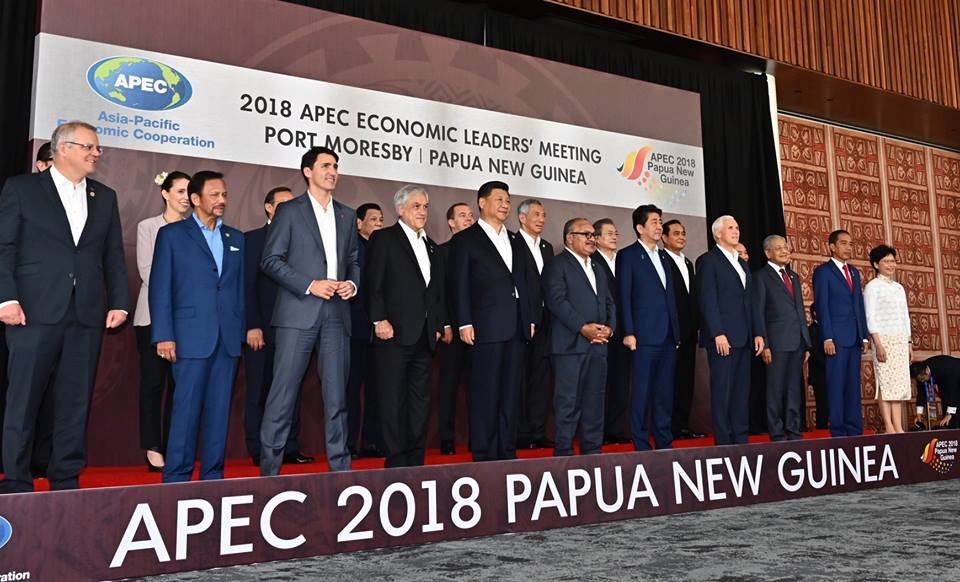
Les dirigeants des pays de l'APEC réunis en Papouasie-Nouvelle-Guinée. Au centre Peter O'Neill, Premier ministre du pays hôte, se tenant entre le président chinois Xi Jinping et le Premier ministre japonais Shinzo Abe. Au premier rang se tiennent également le vice-président américain Mike Pence, le Premier ministre canadien Justin Trudeau et le Premier ministre australien Scott Morrison. Visible au second rang, la Première ministre néo-zélandaise Jacinda Ardern.

- 8 mars : L'Australie et la Nouvelle-Zélande sont parmi les onze signataires d'une nouvelle version de l'Accord de partenariat transpacifique, accord de libre-échange, sans les États-Unis[9].
- 17 et 18 novembre : La Papouasie-Nouvelle-Guinée accueille le sommet de 2018 (en) de la Coopération économique pour l'Asie-Pacifique (APEC). Le 20 novembre, après le départ des délégations étrangères, des « centaines » de soldats et de policiers papou-néo-guinéens investissent les locaux du Parlement national, brisant des vitres et des meubles, pour protester contre le non-paiement de leurs primes liées à l'organisation de la sécurité de ce sommet[10].

### Gouvernements
- Australie
  - reine : Élisabeth II d'Australie
  - gouverneur-général : Sir Peter Cosgrove
  - premier ministre : Malcolm Turnbull (jusqu'au 24 août, puis) Scott Morrison
- Îles Cook
  - reine : Élisabeth II de Nouvelle-Zélande
  - représentant de la reine : Tom Marsters
  - premier ministre : Henry Puna
- Fidji
  - président : Jioji Konrote
  - premier ministre : Frank Bainimarama
- Kiribati
  - président : Taneti Maamau
- Îles Marshall
  - président : Hilda Heine
- États fédérés de Micronésie
  - président : Peter Christian
- Nauru
  - président : Baron Waqa
- Niué
  - reine : Élisabeth II de Nouvelle-Zélande
  - premier ministre : Toke Talagi
- Nouvelle-Zélande
  - reine : Élisabeth II de Nouvelle-Zélande
  - gouverneur général : Dame Patsy Reddy
  - premier ministre : Jacinda Ardern
- Palaos
  - président : Tommy Remengesau
- Papouasie-Nouvelle-Guinée
  - reine : Élisabeth II de Papouasie-Nouvelle-Guinée
  - gouverneur général : Bob Dadae
  - premier ministre : Peter O'Neill
- Îles Salomon
  - reine : Élisabeth II des Îles Salomon
  - gouverneur général : Sir Frank Kabui
  - premier ministre : Rick Houenipwela
- Samoa
  - O le Ao O le Malo : Tuimaleali'ifano Va'aletoa Sualauvi II
  - premier ministre : Tuilaepa Sailele Malielegaoi
- Tonga
  - roi : Tupou VI
  - premier ministre : ʻAkilisi Pohiva
- Tuvalu
  - reine : Élisabeth II des Tuvalu
  - gouverneur général : Sir Iakoba Italeli
  - premier ministre : Enele Sopoaga
- Vanuatu
  - président : Tallis Obed Moses
  - premier ministre : Charlot Salwai

## Environnement
- 13 février : Les Tonga sont frappées par le cyclone Gita, le plus puissant jamais enregistré dans l'archipel. Il détruit des bâtiments, dont les locaux de l'Assemblée législative construits au début du XXe siècle[11].
- 26 février : Un tremblement de terre de magnitude 7,5 fait au moins 125 morts dans la province d'Enga dans les Hautes-Terres de Papouasie-Nouvelle-Guinée. Au cours des jours qui suivent, des dizaines de milliers de personnes viennent à manquer de nourriture et d'eau, dans des villes et des villages isolés, le séisme ayant détruit les routes qui y mènent. 35 000 personnes sont contraintes de quitter leur foyer[12],[13],[14].
- 31 mars : Le cyclone Josie frappe les Fidji, faisant quatre morts et provoquant d'importantes inondations[15].
- 17 août : Pour empêcher la défection de dix députés d'arrière-ban de sa majorité parlementaire, le Premier ministre australien Malcolm Turnbull renonce à faire inscrire dans la législation l'obligation pour l'Australie, en accord avec l'Accord de Paris sur le climat, de réduire ses émissions polluantes de 26 % à l'horizon 2030[16]. Il est toutefois destitué le 24 août sous pression de l'aile droite du parti.
- 12 septembre : Une coulée de boue sur l'île de Maewo au Vanuatu détruit trois villages, sans faire de mort[17].

## Sport
- 9 au 25 février : L'Australie, la Nouvelle-Zélande et les Tonga participent aux Jeux olympiques d'hiver de 2018 à Pyeongchang.

Articles détaillés : Australie ; Nouvelle-Zélande ; Tonga.
Les athlètes océaniens remportent cinq médailles aux Jeux :
| Pays             | Athlète(s)           | Médaille | Sport           | Discipline       | Remarques |
| Australie        | Matt Graham          | argent   | Ski acrobatique | Bosses hommes    |           |
| Australie        | Jarryd Hughes        | argent   | Snowboard       | Cross hommes     |           |
| Australie        | Scotty James         | bronze   | Snowboard       | Half-pipe femmes |           |
| Nouvelle-Zélande | Zoi Sadowski-Synnott | bronze   | Snowboard       | Big air femmes   |           |
| Nouvelle-Zélande | Nico Porteous        | bronze   | Ski acrobatique | Half-pipe hommes |           |

- 9 au 18 mars : L'Australie et la Nouvelle-Zélande participent aux Jeux paralympiques d'hiver de 2018 à Pyeongchang.

Articles détaillés : Australie ; Nouvelle-Zélande.
Les athlètes océaniens remportent sept médailles aux Jeux :
| Pays             | Athlète(s)                               | Médaille | Sport     | Discipline                      | Remarques |
| Australie        | Simon Patmore                            | or       | Snowboard | Cross SB-UL hommes              |           |
| Nouvelle-Zélande | Adam Hall                                | or       | Ski alpin | Slalom debout hommes            |           |
| Australie        | Simon Patmore                            | bronze   | Snowboard | Slalom SB-UL hommes             |           |
| Australie        | Melissa Perrine guide : Christian Geiger | bronze   | Ski alpin | Super combiné malvoyants femmes |           |
| Australie        | Melissa Perrine guide : Christian Geiger | bronze   | Ski alpin | Slalom géant malvoyants femmes  |           |
| Nouvelle-Zélande | Adam Hall                                | bronze   | Ski alpin | Super combiné debout hommes     |           |
| Nouvelle-Zélande | Corey Peters                             | bronze   | Ski alpin | Descente assis hommes           |           |

- 4 au 15 avril : L'Australie accueille les Jeux du Commonwealth de 2018, à Gold Coast. Les nations océaniennes y remportent les médailles suivantes :

- Pays hôte ( Australie)

| Rang | Nation                    | Or | Argent | Bronze | Total |
| ---- | ------------------------- | -- | ------ | ------ | ----- |
| 1    | Australie                 | 80 | 59     | 59     | 198   |
| 5    | Nouvelle-Zélande          | 15 | 16     | 15     | 46    |
| 17   | Samoa                     | 2  | 3      | 0      | 6     |
| 22   | Papouasie-Nouvelle-Guinée | 1  | 2      | 0      | 3     |
| 23   | Fidji                     | 1  | 1      | 2      | 4     |
| 34   | Nauru                     | 0  | 1      | 0      | 1     |
| 37   | Vanuatu                   | 0  | 0      | 2      | 2     |
| 39   | Îles Cook                 | 0  | 0      | 1      | 1     |
| 39   | Île Norfolk               | 0  | 0      | 1      | 1     |
| 39   | Îles Salomon              | 0  | 0      | 1      | 1     |

- 31 mai au 9 juin : L'équipe des Tuvalu de football prend part, pour la première fois, à la Coupe du monde de football ConIFA, en Angleterre. Elle remplace l'équipe des Kiribati, qualifiée mais qui s'est retirée pour des raisons financières. Les Tuvaluans se classent quinzièmes sur seize[18].
- 16 juin : L'équipe des Fidji de rugby à XV remporte la Coupe des nations du Pacifique de 2018 à domicile, sa quatrième victoire consécutive à cette compétition[19].
- 15 au 28 juillet : L'État de Yap, aux États fédérés de Micronésie, accueille les Jeux de la Micronésie de 2018.

## Autres événements marquants
- 19 janvier : Aux Kiribati, le ferry Butiraoi se disloque en mer avec quelque quatre-vingt-dix personnes à bord. Les sept seuls survivants, à la dérive dans un canot de sauvetage, sont repêchés une semaine plus tard[20].
- 13 septembre : La justice nauruane arrête le procès des « Dix-neuf de Nauru » et accuse le ministre de la Justice David Adeang d'« affront honteux à l'État de droit »[21].
- 28 septembre : Le vol ANG73 d'Air Niugini, en provenance de Port Moresby en Papouasie-Nouvelle-Guinée, manque l'aéroport international de Chuuk aux États fédérés de Micronésie et est contraint de se poser dans le lagon à proximité. Un passager indonésien est tué[22],[23].
- 9 novembre : Un immigré somalien islamiste commet un attentat terroriste au couteau dans une rue de Melbourne, faisant un mort et deux blessés avant d'être abattu par la police[24].

## Décès

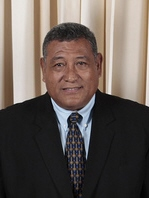
Apisai Ielemia, ancien Premier ministre des Tuvalu, mort en novembre.

- 7 janvier : Jim Anderton (né le 21 janvier 1938), figure majeure de la gauche néo-zélandaise, vice-Premier ministre de 1999 à 2002[25].
- 9 janvier : Kato Ottio (né le 20 mars 1994), joueur papou-néo-guinéen de rugby à XIII, mort d'un coup de chaleur lors d'un entraînement[26].
- 2 avril : Tuiloma Pule Lameko, vice-chef d'État des Samoa en exercice depuis 2016[27].
- 9 juillet : Temo Sukanaivalu (né le 14 mai 1947), homme politique fidjien[28].
- 20 août : Greg Boyed (en)  (né le 27 mars 1970), présentateur télévisuel néo-zélandais[29].
- 16 septembre : Ratu Jone Kubuabola (âgé de 72 ans), ancien gouverneur de la Banque de Réserve des Fidji, et ministre des Finances de 2000 à 2006[30].
- 5 novembre : Peter Tom (né en 1964), ministre de l'Intérieur salomonais de 2009 à 2010[31].
- 19 novembre : Apisai Ielemia (né le 19 août 1955), Premier ministre des Tuvalu de 2006 à 2010[32].
- 22 décembre : Jiko Luveni (née v. 1946), présidente du Parlement des Fidji (en fonction)[33].